# Turdoides sharpei
A Turdoides sharpei a madarak osztályának verébalakúak (Passeriformes) rendjébe és a Leiothrichidae családjába tartozó faj.

## Rendszerezése
A fajt Anton Reichenow német ornitológus írta le 1891-ben, a Crateropus nembe Crateropus sharpei néven.

## Alfajai
- Turdoides sharpei sharpei (Reichenow, 1891)
- Turdoides sharpei vepres Meinrtzhagen, 1937[2]

## Előfordulása
Közép- és Kelet-Afrikában, Burundi, a Kongói Demokratikus Köztársaság, Kenya, Ruanda, Tanzánia és Uganda területén honos. A természetes élőhelye a szubtrópusi vagy trópusi síkvidéki esőerdők, száraz cserjések és szavannák,  valamint vidéki kertek, folyók és patakok környéke. Állandó, nem vonuló faj.

## Megjelenése
Testhossza 24–26  centiméter, testtömege 66–91 gramm.

## Életmódja
Főleg gerinctelenekkel, kisebb hüllőkkel és gyümölcsökkel táplálkozik.